# Hedwig von Sagan
Hedwig von Sagan (polnisch Jadwiga żagańska; * 1340/1350; † 27. März 1390 in Liegnitz, Herzogtum Liegnitz) war eine Prinzessin von Sagan und durch Heirat 1368–1370 Königin von Königin von Polen. Durch ihre zweite Heirat war sie ab 1372 Herzogin von Liegnitz.

## Leben
Hedwig entstammte dem Saganer Zweig der Schlesischen Piasten. Ihre Eltern waren Heinrich V. „der Eiserne“ und Anna († 1363), eine Tochter des Herzogs Wacław von Masowien-Płock.
Am 25. Februar 1363 wurde sie in Fraustadt mit dem polnischen König Kasimir I. vermählt. Sie war zu diesem Zeitpunkt zwischen 13 und 23 Jahre alt, ihr Gemahl bereits 53. Es war für ihn bereits die vierte Ehe, wobei er seit 1356 in Bigamie lebte. Ein Jahr nach der Vermählung mit Hedwig wurde die Ehe mit seiner früheren böhmischen Geliebten und Zweitfrau Christine Rokitzan (tschechisch Kristina Rokycanská; polnisch Krystyna Rokiczana) annulliert; die Ehe mit Königin Adelheid von Hessen, von der er seit Jahren getrennt lebte, wurde erst 1368 durch Papst Urban V. aufgehoben. Die Verbindung mit Hedwig wurde somit erst zu diesem Zeitpunkt legalisiert, auch war, wegen des Verwandtschaftsgrades beider Partner, eine päpstliche Dispens notwendig.
König Kasimir starb im Jahre 1370 nach siebenjähriger Ehe, jedoch erst zwei Jahre nach deren Legalisierung. Da er keine legitimen männlichen Nachkommen hinterlassen hatte, erlosch mit seinem Tod die königliche Linie der Kujawischen Piasten. Sein Nachfolger als König von Polen wurde der ungarische König Ludwig von Anjou, der ein Sohn von Kasimirs Schwester Elisabeth von Polen war.
Die verwitwete Hedwig heiratete am 10. Februar 1372 den Liegnitzer Herzog Ruprecht I.
Hedwig starb 1390 in Liegnitz und wurde in der dortigen Heiliggrabkirche beigesetzt.

## Nachkommen
Aus Hedwigs Verbindung mit König Kasimir gingen drei Töchter hervor: 
- Anna (1366–1425), ⚭ 1. 1380 Graf Wilhelm von Cilli († 1392); ⚭ 2. 1394 Herzog Ulrich von Teck († 1432). (Ihrer Ehe mit Wilhelm von Cilli entstammte Anna von Cilli, die spätere Gemahlin des polnischen Königs Władysław II. Jagiełło).
- Kunigunde (1367–1370)
- Hedwig (1368–1407), ⚭ 1382 N. N.

Hedwigs Ehe mit Herzog Ruprecht I. von Liegnitz entstammten:
- Barbara (1372–1384/1436), ⚭ 1396 den sächsischen Kurfürsten Rudolf III.
- Agnes (1385–1411), Nonne in Breslau